# Robin Hobb
Robin Hobb, właśc. Margaret Astrid Lindholm Ogden (ur. 5 marca 1952) – amerykańska pisarka fantasy i fantastyki naukowej. Tworzy również pod pseudonimem Megan Lindholm.
Urodziła się w Kalifornii i obecnie mieszka w Tacoma w stanie Waszyngton. W latach 80. opublikowała kilka powieści, z których najbardziej ceniona jest Wizard of the Pigeons. Po kilkuletniej przerwie wróciła do pisania, publikując trylogię Skrytobójcy pod pseudonimem Robin Hobb.

## Twórczość

### twórczość Megan Lindholm

#### tetralogiaKi i Vandien
- Harpy’s Flight (1983)
- The Windsingers (1984)
- The Limbreth Gate (1984)
- Luck of the Wheels (1989)

#### dylogiaTillu i Kerlew
- The Reindeer People (1988)
- Wolf’s Brother (1988)

#### inne powieści
- Wizard of the Pigeons (1985)
- Cloven Hooves (1991)
- Alien Earth (1992)
- The Gypsy (1992) ze Stevenem Brustem

#### opowiadania
- „Bones of Dulath” (1979)
- „The Small One” (1980)
- „The Beholder” (1981)
- „Shadow Box” (1981)
- „A Coincidence of Birth” (1985)
- „Pot Luck” (1986)
- „The Unicorn in the Maze” (1987)
- „An Act of Love” (1988) ze Stevenem Brustem i Gregorym Frostem(inne języki)
- „Silver Lady and the Fortyish Man” (1989)
- „A Touch of Lavender” (1989)
- „The Fifth Squashed Cat” (1997)
- „Strays” (1998)
- „Cut” (2001)

### Twórczość Robin Hobb
Pierwsze 5 powieści wydanych przez Robin Hobb ukazało się w Polsce nakładem wydawnictwa Prószyński i S-ka. Ostatnią opublikowaną przez nie książką Hobb był Szalony statek, drugi tom trylogii Kupcy i ich żywostatki. Po dwóch latach przerwy twórczość Robin Hobb wróciła na polski rynek dzięki wydawnictwu Mag. Wznowiło ono nakład trzytomowego Skrytobójcy, w którym wydarzenia są fundamentem dla wydanych przez Mag dwóch trylogii: Żywostatków oraz Złotoskórego. Pojawiła się także zapowiedź wydania nowej trylogii The Soldier Son rozpoczętej powieścią Shaman’s Crossing.

#### trylogiaSkrytobójca(The Farseer)
- Uczeń skrytobójcy (Assassin’s Apprentice, 1995) (polskie wydania: Prószyński i S-ka 1997 ISBN 83-7180-073-8; MAG 2005 ISBN 83-89004-97-6)
- Królewski skrytobójca (Royal Assassin, 1996) (polskie wydania: Prószyński i S-ka 1997 ISBN 83-7180-698-1; MAG 2005 ISBN 83-89004-93-3)
- Wyprawa skrytobójcy (Assassin’s Quest, 1997) (polskie wydanie: Prószyński i S-ka 1998 ISBN 83-7180-202-1 (dwa tomy); MAG 2005 część 1: ISBN 83-89004-94-1, część 2: ISBN 83-89004-89-5)

#### trylogiaKupcy i ich żywostatki(The Liveship Traders)
- Czarodziejski statek (Ship of Magic, 1998) (polskie wydania: Prószyński i S-ka 1999 tom I Cz.s. Środek lata: ISBN 83-7180-471-7, tom II Cz.s. Jesień, zima: ISBN 83-7255-338-6; MAG 2007 część 1: ISBN 978-83-7480-044-0, część 2 978-83-7480-045-7)
- Szalony statek (The Mad Ship, 1999) (polskie wydania: Prószyński i S-ka 2001 tomI: ISBN 83-7255-876-0, tom II: ISBN 83-7255-887-6, tom III: ISBN 83-7255-892-2; MAG 2007 część 1: ISBN 978-83-7480-049-5, część 2: ISBN 978-83-7480-053-2).
- Statek przeznaczenia (Ship of Destiny, 2000) (polskie wydanie: MAG 2007 część 1: ISBN 978-83-7480-054-9, część 2: ISBN 978-83-7480-055-6).

#### trylogiaZłotoskóry(The Tawny Man)
- Misja błazna (Fool’s Errand, 2002) (polskie wydania: MAG 2003 ISBN 83-89004-50-X – wydanie pierwsze; 2005 ISBN 83-89004-91-7 – wydanie drugie poprawione)
- Złocisty błazen (Golden Fool, 2003) (polskie wydanie: MAG 2004 ISBN 83-89004-74-7)
- Przeznaczenie błazna (Fool’s Fate, 2004) (polskie wydanie: MAG 2005 część 1: ISBN 83-89004-87-9, część 2: ISBN 83-89004-99-2)

#### trylogiaThe Soldier Son
- Shaman’s Crossing (2005)
- Forest Mage (2006, Nagroda Endeavour 2007)
- Renegade’s Magic (2007)

#### tetralogiaThe Rain Wild Chronicles
- The Dragon Keeper (2009)
- Dragon Haven (2010)
- The City of Dragons (2012)
- The Blood of Dragons (2013)

trylogia The Fitz and the Fool (Bastard i Błazen)
- Skrytobójca Błazna (Fool’s Assassin, 2014) (polskie wydanie: MAG 2017)
- Wyprawa Błazna (Fool’s Quest, 2015) (polskie wydanie: MAG 18.01.2018)[1]
- Przeznaczenie Skrytobójcy (Assassin’s Fate, 2017) (polskie wydanie: MAG 2019)

#### opowiadania
- The Inheritance (2000)
- „Powrót do domu” („Homecoming”, 2004) (w antologii Legendy II (Legends II) pod red. Roberta Silverberga, polskie wydanie Rebis 2004 ISBN 83-7301-501-9)